# دریاچه ایست
دریاچه ایست (به لاتین: Lake Iset) یک منطقهٔ مسکونی در روسیه است که در استان سوردلوفسک واقع شده‌است.